# Municipio de Marsh Creek
El municipio de Marsh Creek (en inglés: Marsh Creek Township) es un municipio ubicado en el condado de Mahnomen en el estado estadounidense de Minnesota. En el año 2010 tenía una población de 152 habitantes y una densidad poblacional de 1,55 personas por km².

## Geografía
El municipio de Marsh Creek se encuentra ubicado en las coordenadas 47°22′25″N 96°0′14″O / 47.37361, -96.00389. Según la Oficina del Censo de los Estados Unidos, el municipio tiene una superficie total de 97.77 km², de la cual 97,75 km² corresponden a tierra firme y (0,02 %) 0,02 km² es agua.

## Demografía
Según el censo de 2010, había 152 personas residiendo en el municipio de Marsh Creek. La densidad de población era de 1,55 hab./km². De los 152 habitantes, el municipio de Marsh Creek estaba compuesto por el 65,79 % blancos, el 28,29 % eran amerindios y el 5,92 % eran de una mezcla de razas. Del total de la población el 1,97 % eran hispanos o latinos de cualquier raza.